# Robert Nègre
Robert Nègre ( n. París, 1924 - m. Marsella, 2013) fue un botánico y agrónomo francés.

## Algunas publicaciones
- 1972. La végétation du Bassin de l'One Pyrénées centrales: les forêts. N.º 49 de Veröffentlichungen, Zurich (Switzerland). Editor Geobotanisches Forschungsinstitut Rübel. 128 pp.

- 1959. Recherches phytogéographiques sur l'étage de végétation méditerranéen aride: (sous-étage chaud) au Maroc occidental. Editor Institut scientifique chérifien, 386 pp.

- 1956. Recherches phytosociologique sur le Sedd-El-Messjoun. Ilustraciones de R. de Brettes y R. Nègre. Editor Impr. Edita, 195 pp.

- 1952. Les Groupements végétaux de la France méditerranéenne. Con J. Braun-Blanquet, y N. Roussine. Editor Centre national de la recherche scientifique. Carte des groupements végétaux (Service)

Editor Vaucluse
- La abreviatura «Nègre» se emplea para indicar a Robert Nègre como autoridad en la descripción y clasificación científica de los vegetales.[1]